# 1209

## Esdeveniments
- Comença la Croada contra el catarisme.
- Fundació dels franciscans.
- Genguis Kan conquereix les terres turques.

## Naixements
- Adelaida de Borgonya, comtessa Palatina de Borgonya entre 1248 i 1279 (m. 1279).
- Bettisia Gozzadini, jurista i professora a la Universitat de Bolonya (m. 1261).[1]
- 5 de gener - Winchester (Anglaterra): Ricard de Cornualla, fill de Joan sense terra (m. 1272).[2]

## Necrològiques
- 10 de novembre - Carcassona, Vesomtat de Carcassona: Ramon Roger Trencavell, vescomte de Carcassona i Rasés (n. 1185).[3]
- Gandja: Nizami Gandjawi, poeta, escriptor i pensador persa.